# Asterorhombus filifer
Asterorhombus filifer is een  straalvinnige vissensoort uit de familie van botachtigen (Bothidae). De wetenschappelijke naam van de soort is voor het eerst geldig gepubliceerd in 2003 door Hensley & Randall.